# Gufeng, Fujian
Gufeng (kinesiska: 古峰) är en köping i sydöstra Kina. Den ligger i Pingnan härad i staden Ningde i provinsen Fujian, omkring 99 kilometer norr om provinshuvudstaden Fuzhou. Antalet invånare är 38929. Befolkningen består av 19 474 kvinnor och 19 455 män. Barn under 15 år utgör 18,0 %, vuxna 15-64 år 74 %, och äldre över 65 år 7,0 %.